# دمى انتحارية (فلم)
دمى انتحارية (بالإنجليزية: Suicide Dolls)، هُو فيلم أمريكي صدر سنة 2010 وتولى إخراجه كيث شو. الفيلم من بطولة كُل من لاكيتا كلير وكريستي كارلسون رومانو وهيذر توم وستيفن باور.

## وصلات خارجية
- مقالات تستعمل روابط فنية بلا صلة مع ويكي بيانات